# 塔利斯角 (特拉華州)
塔利斯角（英語：Talleys Corner）是位於美國特拉華州紐卡斯爾縣的一個非建制地區。該地的面積和人口皆未知。

## 地理
塔利斯角的座標為39°48′29″N 75°30′56″W / 39.80806°N 75.51556°W，而該地的平均海拔高度為114米（即374英尺）。